# Michael Lockstaedt
Michael Lockstaedt († nach 1793) war ein deutscher Orgel- und Klavierbauer in Prenzlau in der Uckermark.

## Leben und Werk
Über Michael Lockstaedts Leben gibt es keine weiteren Nachrichten.
Von ihm sind ein Orgelneubau und zwei Reparaturen in der Umgebung von Prenzlau bekannt
- 1784: Gerswalde, einziger bekannter Neubau, mit einem Manual, 1874 ersetzt durch Sauer-Orgel
- 1786: Gramzow, Reparaturen an der Wagner-Orgel von 1736, diese später in Sternhagen, erhalten
- 1792: Boitzenburg, St. Marien auf dem Berge, Reparatur der Marx-Orgel von 1770, diese später nach Falkenwalde, erhalten
- 1793: Bau eines Klaviers

1813 wurde ein Instrumentenbauer und Stimmer M. Lockstaedt in Berlin genannt, sowie die Orgel- und Klavierbauer Lockstsedt sen. und jun., ohne bekannte Arbeiten.